# Adalbert Ullmer

Adalbert Ullmer

Adalbert Josef Ullmer, genannt Albert Ulmer (* 26. August 1896 in Reicholzheim; † 2. Januar 1966 in Buchen) war ein deutscher Politiker (NSDAP).

## Leben und Wirken
Der Sohn eines Viehhändlers absolvierte nach dem Besuch der Volksschule eine Schmiedelehre. Außerdem besuchte Ullmer die Gewerbeschule. Am 20. September 1915 trat er in das 2. Badische Grenadier-Regiment „Kaiser Wilhelm I.“ Nr. 110 ein. Am 8. November 1915 wurde er der Maschinengewehr-Scharfschützenabteilung 29 zugeteilt, mit der er am Ersten Weltkrieg teilnahm. Nach der Entlassung aus dem Heeresdienst im Dezember 1918 war er als Arbeiter in Reicholzheim und Heidelberg tätig; später pachtete er eine Gastwirtschaft. 1920 heiratete Ullmer; aus der Ehe gingen drei Kinder hervor.
Politisch betätigte sich Ullmer zunächst in der Deutschvölkischen Freiheitspartei. Angeblich seit 1926 war er für die NSDAP tätig. 1928 gehörte er zu den Gründern der NSDAP-Ortsgruppe Reicholzheim; später war er der dortige Ortsgruppenleiter. Der fast ausschließlich katholische Ort entwickelte sich zu einer Hochburg der Nationalsozialisten. 1929 wurde Ullmer in den Bezirkstag gewählt.
Nach der Machtübertragung an die Nationalsozialisten ernannte Gauleiter Robert Wagner Ullmer im März 1933 zum Gauinspektor. Im Mai 1933 wurde er zum Bürgermeister der Stadtgemeinde Külsheim gewählt. Am 1. April 1934 folgte seine Ernennung zum Bürgermeister und Kreisleiter in Buchen im Odenwald. Nachdem er dieses Amt am 1. Januar 1938 aufgab, amtierte er bis 1945 nur noch als Kreisleiter der NSDAP.
Im Juli 1933 trat Ullmer im Nachrückverfahren für den ausgeschiedenen Abgeordneten Wilhelm Hug in den nationalsozialistischen Reichstag ein, dem er anschließend bis zum Ende der NS-Herrschaft im Frühjahr 1945 als Abgeordneter für den Wahlkreis 32 (Baden) angehörte.
Bei Kriegsende floh Ullmer an den Bodensee; später war er in der Heilanstalt Emmendingen. In der Entnazifizierung wurde er 1947 zu sieben Jahren Arbeitslager und weiteren Auflagen verurteilt. 1948 erhielt er krankheitsbedingt Haftverschonung; 1952 wurde das Verfahren wegen einer Geisteskrankheit, die auf ein Leiden aus dem Ersten Weltkrieg zurückging, eingestellt.